# Воеводская власть

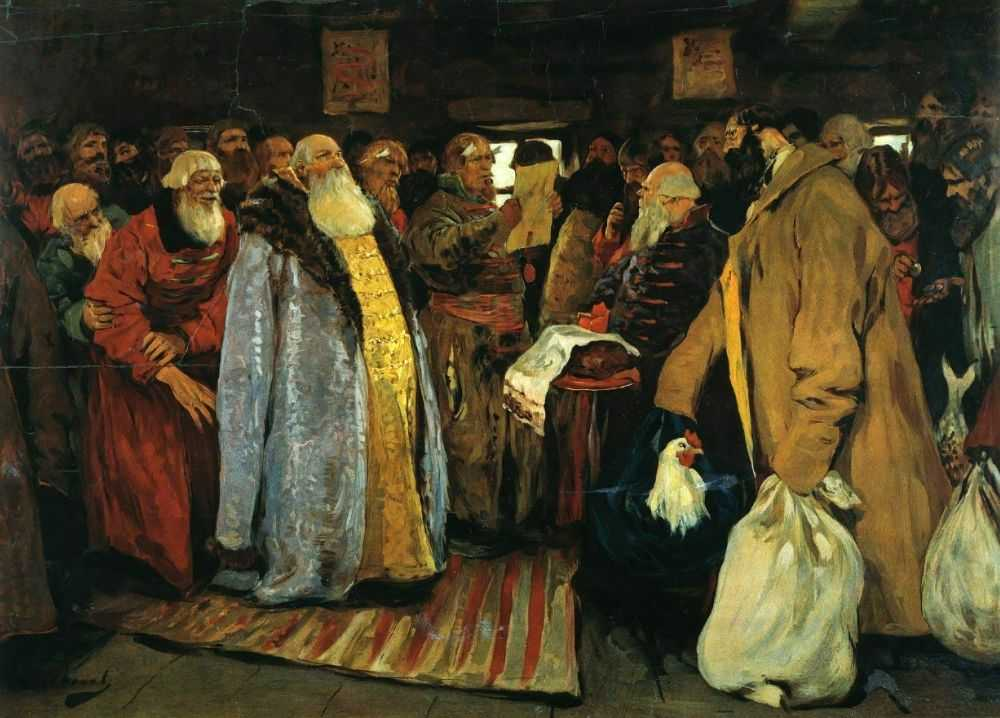
С. В. Иванов, «Приезд воеводы».

Воево́дская вла́сть, Воево́дское управле́ние — основная форма местного управления в Русском царстве, и позднее в Российской империи, с конца XVI столетия и по 70-е годы XVIII века.
В качестве местных правителей воеводы на Руси (в России) первоначально являлись в виде исключения. Повсеместное введение воеводского правления относится к началу XVII столетия, когда по многочисленным жалобам населения началось ограничение власти кормленщиков — волостелей и наместников, и в смутное время обнаружилась необходимость иметь в каждом городе военную власть и сверх того такой орган управления, который связывал бы провинцию (края, страны) Руси с Москвой и простирал бы свою власть на все классы русского провинциального общества (а не на одних тяглых людей).
Помимо местных существовали и другие воеводы такие как командиры (начальники) формирований и служб в Русском государстве. Воеводы ведали военными, административными, полицейскими, судебными, финансовыми, поместными делами.
Воеводы управляли вверенной им территорией — уездами (основная административно-территориальная единица допетровской России) — через приказные избы (иначе приказные палаты), в начале XVIII века переименованные в воеводские канцелярии. В 1775 году было принято «Учреждение о губерниях», и должность воевод была упразднена, а состоявшие при них (со времен Петра «Великого») воеводские канцелярии были закрыты.

## Назначение воеводы
Воеводские должности обычно замещались отставными служилыми людьми. Претенденты на место воевод — бояре, дворяне и дети боярские — подавали на имя царя челобитную, в которой просили назначить на воеводство, чтобы «покормиться». Однако официально воевода за свою службу получал, помимо вотчин, поместные денежные оклады. Воевода назначался Разрядным приказом, утверждался царем и Боярской думой и подчинялся тому приказу, в ведении которого находился соответствующий город с уездом.
Срок службы воеводы длился обычно один — три года.
В большие города назначали несколько воевод; один из них считался главным. В небольших городах был один воевода. В слободах и волостях воевода осуществлял свою власть с помощью приказчиков.

## Приказная изба
Все дела по управлению городом и уездом производились в приказной или съезжей избе, возглавлявшейся присланным из Москвы дьяком. Здесь хранились государевы грамоты и печать, приходные и расходные книги и росписи разных податей и сборов, сами сборы (государева казна). В крупных городах приказные избы разделялись на столы, находящиеся в ведении подьячих. Число подьячих в съезжих избах было различно. В приказной избе были также приставы, надельщики, рассыльщики и сторожа, которые приводили в исполнение приказания воеводы.
При смене воевод сдавались все дела и казённое имущество по описям и книгам (сдаточным описям или расписным спискам). Один экземпляр описи посылался в тот приказ, в ведении которого находился город с уездом. Существовали и другие съезжие избы например съезжая изба в Преображенском.
Позже вместо приказной избы воеводский орган управления стали называть на западноевропейский лад воеводской канцелярией. Например Дедюхинский завод, с 1764 года, со всеми землями перешел в казну и находился в ведении Соликамской воеводской канцелярии. В 1708 году воеводы были переименованы в комендантов и обер-комендантов, но в 1718 году они снова были названы воеводами.
Воеводы назначались императором и Сенатом. Только в случае внезапной смерти воеводы Сенат разрешал выбрать нового воеводу на месте, но назначение воеводы считалось состоявшимся, только если его утвердил Сенат. В 1730 году повелено было Сенатом назначать воевод на два года, по истечении которых они должны были являться в Cенат с росписными и счетными книгами. В 1760 году Сенат предписал сменять их через пять лет, но жителям предоставлено ходатайствовать о продлении этого срока. Служебные поездки воеводы в губернские и провинциальные города (согласно Наказу 1728 года) были возможны только с особого позволения и на короткий срок.
В 1775 году было принято «Учреждение о губерниях», и должность воевод была упразднена, а состоявшие при них (со времен Петра «Великого») воеводские канцелярии были закрыты.

## Функции воеводы
Каждый воевода получал из приказа наказ, определявший круг его деятельности.
Воевода управлял вверенной ему территорией. Он осуществлял охрану феодальной собственности, боролся с укрывательством беглых, с нарушением казённого интереса (корчемства), со всяким нарушением порядка вообще (бой, пожар, мор), ведал городовым и дорожным делом, надзирал за уголовным и гражданским судом губных и земских старост.
Административно-полицейский надзор воеводы простирался и на личную жизнь местного населения. Воеводы обязаны были принимать меры против запрещенных игр и соблазнительных зрелищ, должны были искоренять раскол, заботиться о том, чтобы прихожане посещали церковь и говели своевременно. В крупных городах полицейский надзор за населением, укреплениями и караулами осуществлял подчиненный воеводе городничий (бывший городовой приказчик).
Широкими были финансовые полномочия воеводы. В писцовые книги, которые составлялись для финансовых отчётов, заключали описания земель по количеству и качеству, доходность земель (урожайность), повинности в пользу землевладельца-феодала. Там, где за основу исчисления брались дворы (в городах), в писцовые книги заносились сведения и о них.
После окончания польско-шведской интервенции из Москвы во все концы государства для определения платежеспособности населения посылались дозорщики, составлявшие дозорные книги. Воеводы обязаны были оказывать этим финансовым агентам из центра всяческое содействие.
Сборы государственных налогов проводили выборные лица: старосты, головы и целовальники. Воеводы осуществляли финансовый контроль за деятельностью этих выборных властей. В съезжую избу обычно свозились все собранные деньги.
Воевода обладал большими военно-административными функциями. Он набирал (выбирал) на службу служилых людей — дворян и детей боярских, вел их списки с указанием имения, жалованья, исправности службы каждого, производил периодические смотры и отправлял их на службу по первому требованию Разрядного приказа.
Ведал воевода и местными служилыми людьми «по прибору»: стрельцами, пушкарями, воротниками, казаками и так далее.
Ответствен был воевода за все городские учреждения, крепостные пушки, различные военные и съестные казённые припасы, которые он принимал и сдавал по описи.
В разной степени подчинения у воеводы находился ряд должностных лиц: осадный голова (комендант крепости), засечные, острожные, стрелецкие, казачьи, пушкарские, объезжие, житничьи и ямские головы.

## Недостатки системы кормления
Объём власти воевод был очень широк. Однако власть воевод не была сильной, способной быстро и эффективно выполнять свои функции. Воеводы не имели в своем распоряжении достаточно сильного аппарата и по всем мало-мальски важным вопросам должны были списываться с московским приказом. Вместе с тем реального контроля над деятельностью воеводы не было. Наказы, которые получали воеводы из приказов, были неопределенны и мало конкретны: «как пригоже», смотря по «тамошнему делу», «как Бог вразумит». Это приводило к произволу воевод, отождествлявших управление с кормлением, которое хотя и было упразднено, но в действительности процветало. Воеводы, не довольствуясь добровольными приношениями, занимались поборами с городского населения, и это был основной и наиболее прибыльный объект и источник воеводского обогащения. Кроме того, недостаточная подготовленность к разрешению административных вопросов, а порой и просто неграмотность, особенно в первой половине XVII века, служили серьёзной помехой для выполнения воеводами их разнообразных обязанностей.
По изложенным причинам воеводская власть была недостаточно сильна для реализации твердой политической линии. В первой четверти XVIII века, когда потребовалось быстро и решительно бороться с различными проявлениями недовольства, взыскивать налоги, осуществлять наборы в армию, проводить предписанные из центра преобразования, была проведена губернская реформа: приказные избы ликвидировали, их функции были распределены между губернскими и воеводскими канцеляриями, магистратами, судами и другими вновь созданными учреждениями.